# 七介
七介（ななすけ）は、日本の漫画家。2023年より『コミック電撃だいおうじ』（KADOKAWA）にて『アブラブカダブラ』を連載。

## 作品リスト

### 漫画作品

#### 連載
- 俺の彼女と幼なじみが修羅場すぎる（原作：裕時悠示、『月刊ガンガンJOKER』2011年7月号 - 2014年4月号）
- 怪滅王と12人の星の巫女（『月刊コミック電撃大王』2015年7月号[2] - 2018年4月号）
- アブラブカダブラ（『コミック電撃だいおうじ』VOL.117〈2023年5月[1]〉 - VOl.135〈2024年11月[3]〉）

#### 読み切り
- Enemy Of Her（月刊ガンガンJOKER公式サイト）[要出典]

### 書籍
- 『俺の彼女と幼なじみが修羅場すぎる』、原作：裕時悠示、スクウェア・エニックス〈ガンガンコミックスJOKER〉2011年 - 2014年、全7巻
- 『怪滅王と12人の星の巫女』、KADOKAWA〈電撃コミックスNEXT〉2015年 - 2018年、全6巻
- 『アブラブカダブラ』、KADOKAWA〈電撃コミックスNEXT〉2024年 - 2025年、全2巻
  1. 2024年2月26日発売[4][5]、ISBN 978-4-04-915551-8
  2. 2025年2月27日発売[6]、ISBN 978-4-04-916247-9

### その他
- 黄昏乙女×アムネジア×アンソロジー（アンソロジーコミック、2012年[7]）イラスト[7]